# Olympische Sommerspiele 1996/Teilnehmer (Trinidad und Tobago)
| Gelbes Symbol für Goldmedaillen mit stilisierten Olympischen Ringen | Graues Symbol für Silbermedaillen mit stilisierten Olympischen Ringen | Braundes Symbol für Bronzemedaillen mit stilisierten Olympischen Ringen |
| ------------------------------------------------------------------- | --------------------------------------------------------------------- | ----------------------------------------------------------------------- |
| —                                                                   | —                                                                     | 2                                                                       |

Trinidad und Tobago nahm an den Olympischen Sommerspielen 1996 in Atlanta, USA, mit einer Delegation von zwölf Sportlern (acht Männer und vier Frauen) teil.

## Medaillengewinner
Mit zwei gewonnenen Bronzemedaillen belegte das Team aus Trinidad und Tobago Platz 68 im Medaillenspiegel.

### Bronze
- Ato Boldon: Leichtathletik, 100 Meter
- Ato Boldon: Leichtathletik, 200 Meter

## Teilnehmer nach Sportarten

### Badminton
- Debra O’Connor
Frauen, Einzel: 33. Platz

### Boxen
- Kurt Sinette
Halbmittelgewicht: 17. Platz

### Leichtathletik
- Ato Boldon
100 Meter: Bronze 
200 Meter: Bronze

- Neil De Silva
200 Meter: Halbfinale
400 Meter: Halbfinale

- Robert Guy
400 Meter: Vorläufe

- Ronnie Holassie
Marathon: 75. Platz

- Kirt Thompson
Speerwurf: 33. Platz in der Qualifikation

- Natasha Alleyne
Frauen, Hochsprung: 26. in der Qualifikation

### Radsport
- Gene Samuel
1000 Meter Zeitfahren: 10. Platz

### Schwimmen
- Siobhan Cropper
Frauen, 50 Meter Freistil: 19. Platz
Frauen, 100 Meter Freistil: 26. Platz

- Cerian Gibbes
Frauen, 100 Meter Brust: 44. Platz
Frauen, 200 Meter Brust: 39. Platz

### Tischtennis
- Dexter St. Louis
Einzel: 49. Platz